# Pierres pictes de Ross
Les pierres pictes de Ross sont un ensemble de pierres travaillées par les Pictes, confédération de tribus présente dans le nord et le sud de l'Écosse de l'époque romaine au Xe siècle. Un nombre important de ces pierres peut-être trouvé dans la région des Highlands de Ross, et en particulier dans la partie est, dite Easter Ross (en). La classification en classe et le nom des symboles sont ceux utilisés classiquement pour les Pierres Pictes.

## Pierre d’Ardjachie

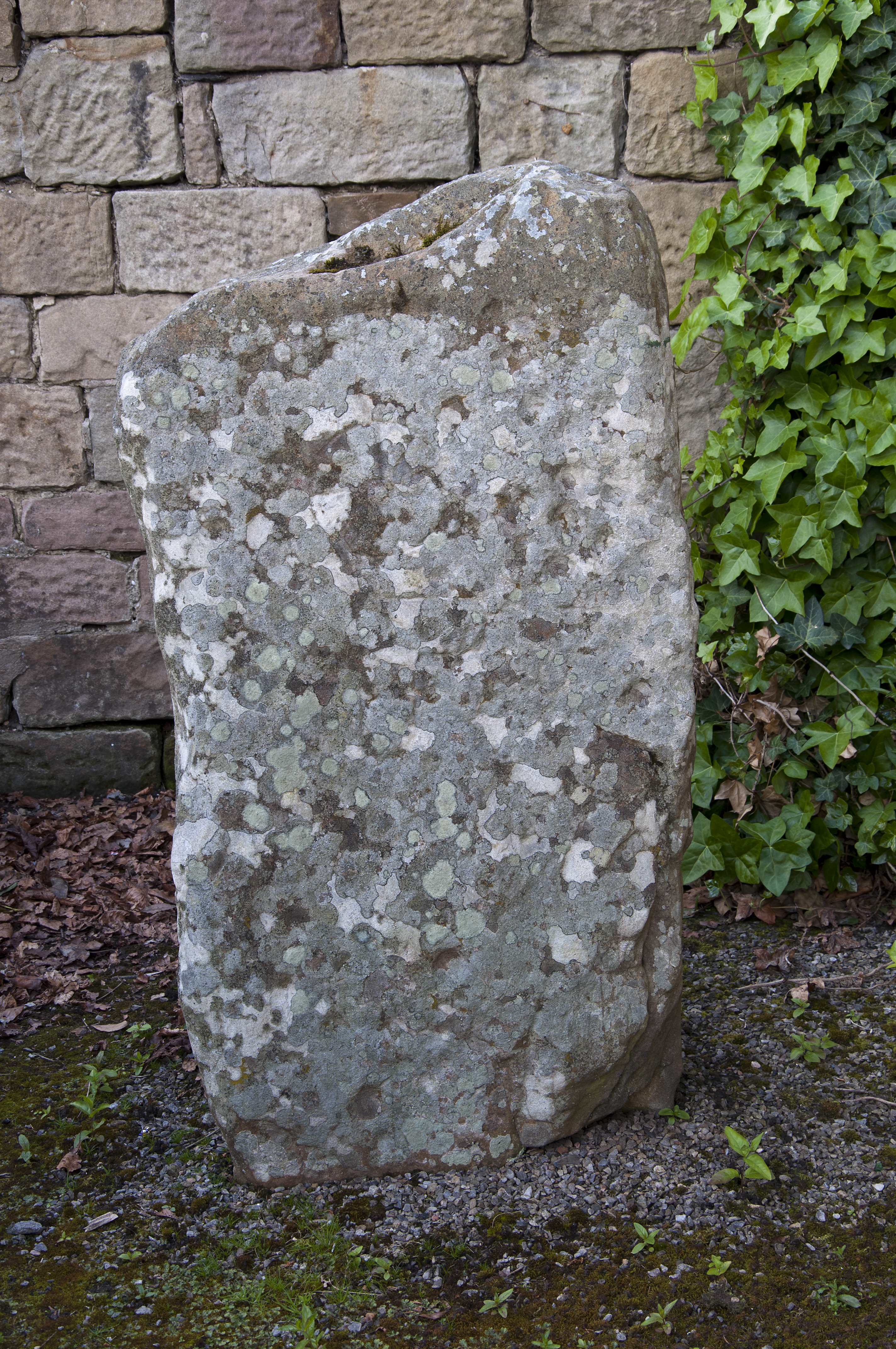
Photographie de la Ardjachie stone en juin 2011.

Il s'agit d'un bloc de grès rouge non taillé découvert par des fermiers en 1960 dans la ferme d'Ardjachie de la péninsule de Tarbat dans l'Easter Ross. On peut maintenant voir la pierre à l'extérieur du musée de Tain. La pierre montre plusieurs douzaines de cupules ou d'anneaux, ce qui a vraisemblablement été fait à l'Âge du bronze, donc antérieurement aux Pictes. On y trouve aussi un symbole dit de L inversé en dessous de l'image d'une roue à douze rayons, ce qui est probablement d'origine picte. On la considère donc comme une pierre picte de classe 1.

## Clach Biorach

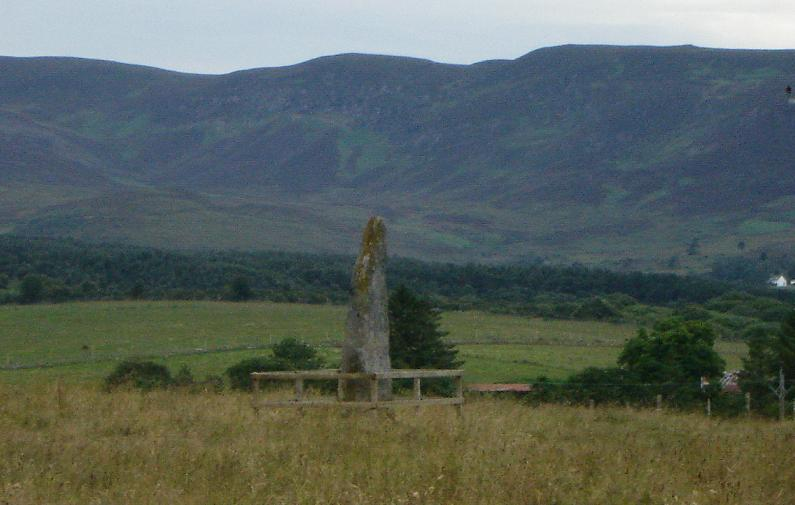
Photographie de la Clach Biorach en juillet 2006.

Signifiant Pierre aiguisée, cette pierre dressée de trois mètres se trouve à un demi kilomètre au nord ouest d'Edderton (en). À l'origine de l'âge du bronze, deux symboles dans le style picte furent gravés sur un côté, en faisant une pierre de classe 1. Les symboles sont un double disque avec un bâton en Z, surmonté d'un saumon.

## Pierre de Dingwall
Cette pierre picte de classe 1 se trouve à Dingwall dans l'Easter Ross. Comme pour la précédente, on y trouve plusieurs marques de coupes et anneaux, ce qui la ferait dater de l'âge du bronze. Les pictes l'ont réutilisée avec des symboles. Sur un côté on trouvera un croissant et un bâton en V, et sur l'autre un double disque et un bâton en Z, avec deux croissants et bâtons en Z dessous. La pierre était utilisée comme linteau sur l'encadrement de la porte d'une église quand elle a été "découverte" en 1890.

## Plaque à la croix d'Edderton (Edderton Cross Slab)

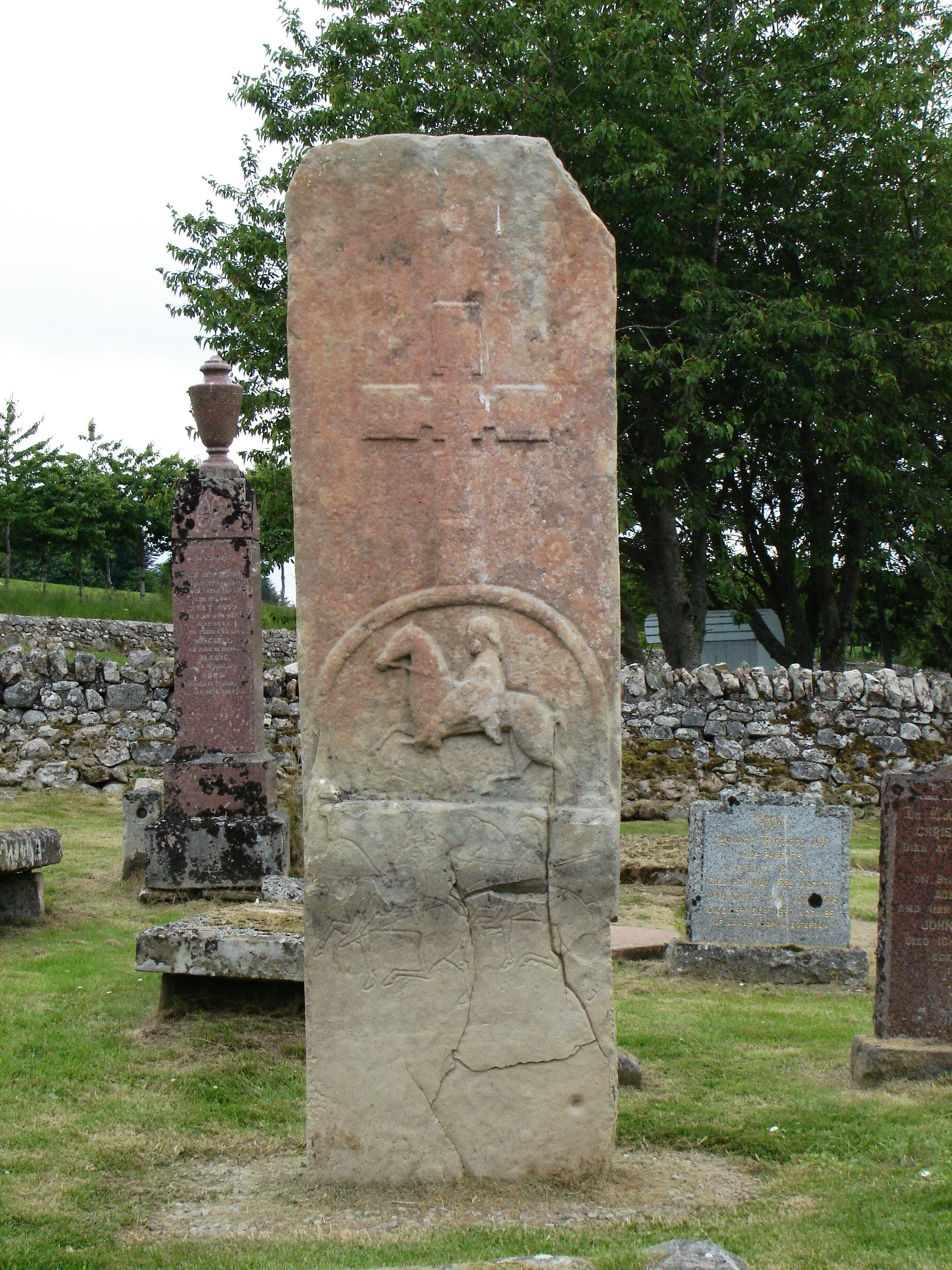
On remarquera l'absence de lichen sur la partie inférieure de la croix d'Edderton.

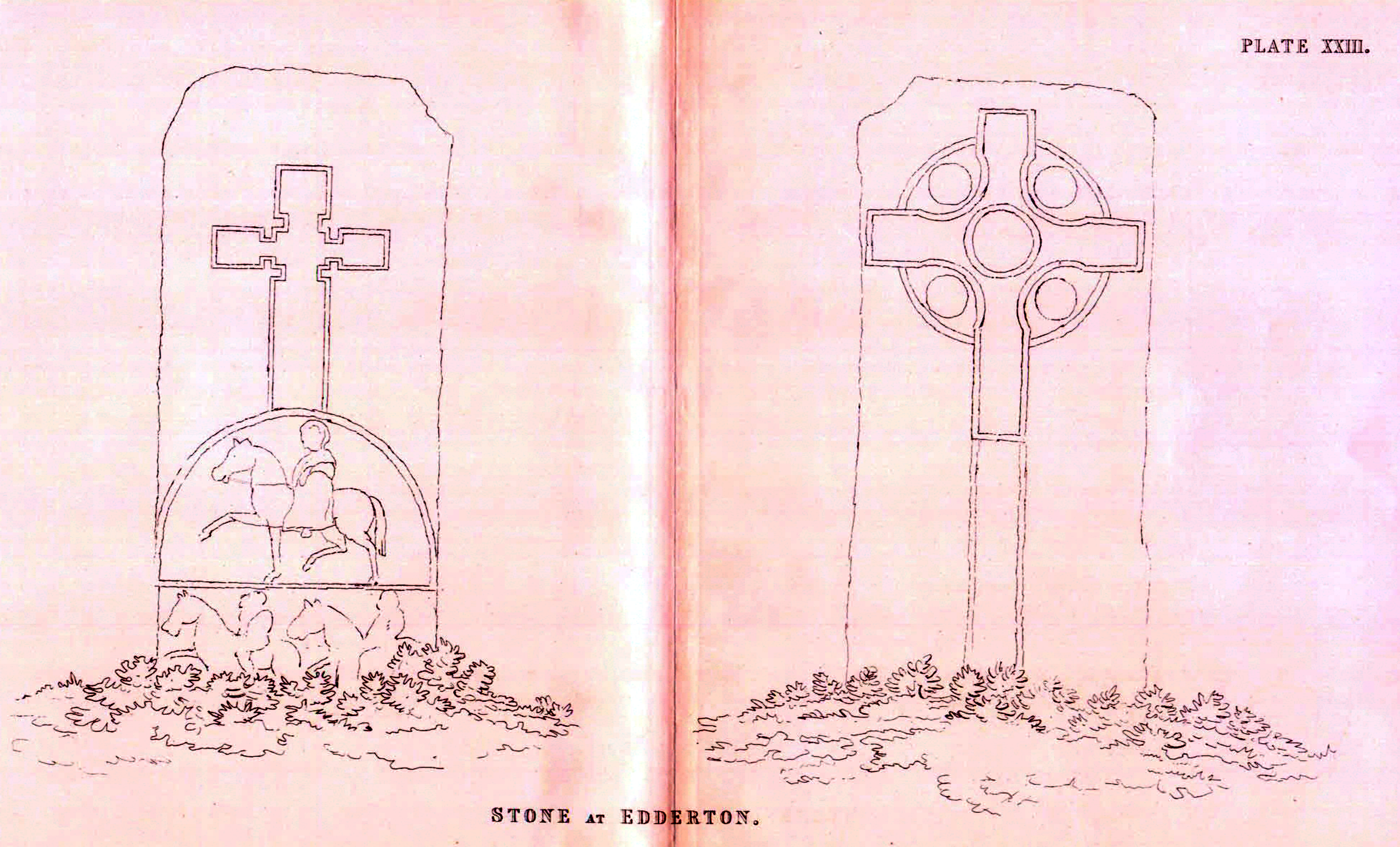
Illustration de la croix d'Edderton par Charles Carter Petley en 1857.

La pierre en grès rouge de classe 3 se dresse dans le vieux cimetière du village d'Edderton dans l'Easter Ross. Sur un côté on trouvera une croix celtique élégante et non décorée, où l'accent est mis sur les cercles laissés en relief, et sur l'autre une croix dans la partie supérieure, sur une base semi-circulaire avec un cavalier principal et deux autres gravés au-dessous. À l'origine, le bloc se trouvait enfoui bien plus profondément dans la terre, dissimulant les deux cavaliers du bas, mais il a récemment été remonté à ce que l'on pense être sa hauteur d'origine. Cette pierre ne doit pas être confondue avec la Clach Biorach du même village.

## Pierre du Hilton de Cadboll

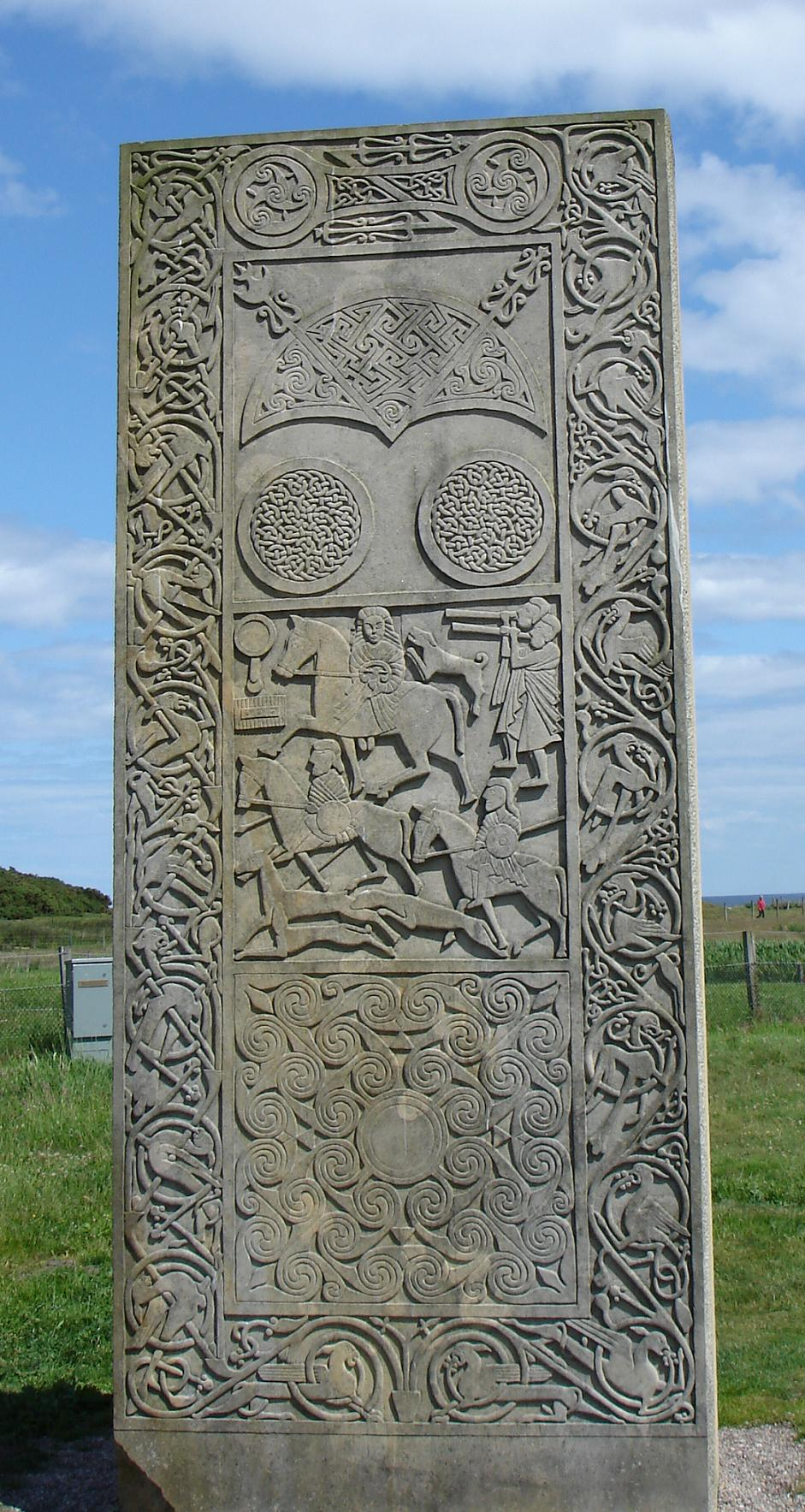
Copie de la pierre du Hilton de Cadboll par Barry Grove.

Cette pierre de classe II a été découverte dans le village de Hilton, dit parfois Hilton de Cadboll, dans la péninsule du Tarbat en Easter Ross. Il s'agit de l'un des plus beaux exemples de bloc à la croix. D'un côté, on trouvera une croix chrétienne, et de l'autre des représentations profanes. Sur ce dernier côté, les symboles pictes utilisés sont ceux du croissant, du bâton en V, du double disque et du bâton en Z; le tout surmonte une scène de chasse avec une femme portant une broche en forme d'anneau montant un cheval en amazone. La pierre se trouvait à l'origine dans le voisinage d'une chapelle au nord du village. Elle fut amenée au château d'Invergordon au XIXe siècle, avant d'être donnée au British Museum, ce qui rencontra l'hostilité du public écossais; elle fut donc amenée au musée de l'Écosse où elle reste jusqu'à ce jour. Une copie exécutée par Barry Grove fut récemment érigée sur le lieu d'origine.

## Pierre de Nigg

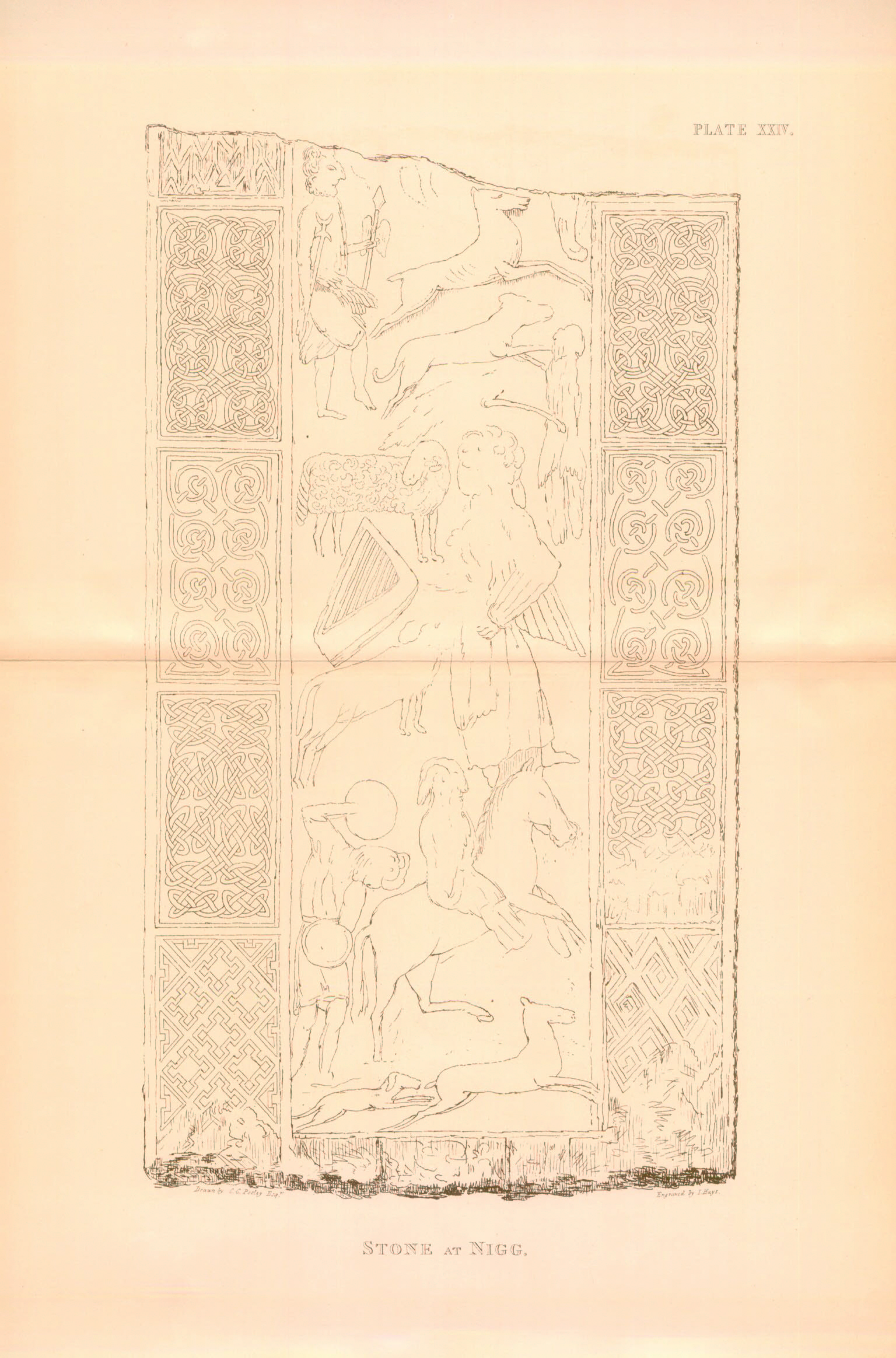
Illustration du XIXe siècle du bas d'un côté de la pierre de Nigg.

La pierre de Nigg est un bloc à la croix incomplet, datant probablement de la fin du VIIIe siècle, et se trouvant à l'origine à l'entrée de l'église paroissiale de Nigg dans l'Easter Ross. Il s'agit de l'un des deux plus beaux exemplaires nous étant parvenus de pierre picte taillée, et l'une des pierres taillées les plus élaborées du bas Moyen Âge en Europe. On la trouve maintenant restaurée dans une pièce de l'église, ouverte en été mais pour laquelle il faut demander la clé. Sur un côté, une croix élaborée est présente, et de l'autre une scène très complexe dont l'interprétation fut difficile en raison de dégradations volontaires. On y trouve les symboles pictes suivant : un aigle au-dessus d'une bête Picte, un mouton, le plus vieil exemple d'une harpe triangulaire européenne, et des scènes de chasse. D'après les spécialistes, la scène pourrait être interprétée comme représentant l'histoire du personnage biblique David.

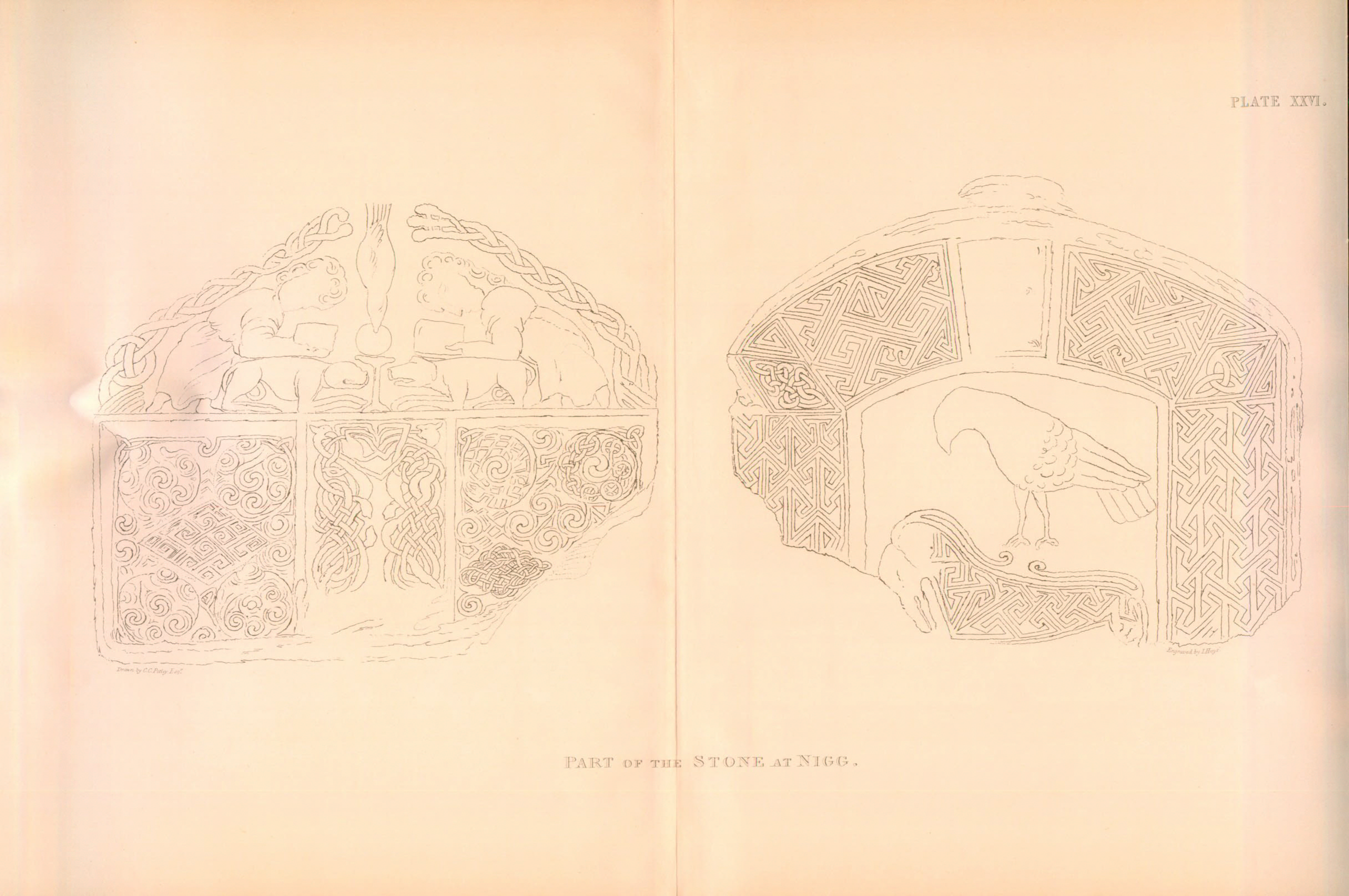
Illustrations du fragment du haut de la Pierre de Nig.

Les gravures du côté de la croix montrent des points communs avec les grandes croix que l'on trouve maintenant dans l'Iona. Ces travaux pourraient en effet avoir été l'œuvre de la même « école » de graveurs, pour différents clients. La pierre fut brisée au XVIIIe siècle. Ses parties supérieures et inférieures furent jointes grossièrement avec des sortes d'agrafes en métal, à présent enlevées, et la partie intermédiaire fut tout simplement jetée. Certaines parties de ce fragment jeté furent retrouvées en 1998 dans le ruisseau en dessous de la butte sur laquelle l'église est bâtie, ce qui indiquerait que le fragment aurait été lancé à l'eau lorsque la pierre fut « réparée ». Cette petite partie retrouvée montre la majorité du symbole de la bête picte, et se trouve actuellement conservé au musée de Tain.

## Fragments de Portmahomack
Les fragments de blocs et pierres de Portmahomack ont été découverts dans le village de Portmahomack dans l'Easter Ross. Il y a environ 200 fragments, chacun de la taille de la main ou plus, ce qui fait de Portmahomack l'un des principaux centres de redécouverte de l'art Picte. Dix-neuf pièces furent trouvées dans et autour de la cour de l'église avant 1994, et les autres durant des fouilles archéologiques par l'université de York entre 1994 et 2007, dans le cadre du Tarbat Discovery Programme. Le directeur des fouilles, Martin Caver, a émis l'idée que les pièces gravées viendraient de quatre croix monumentales placées autour du site de l'église Saint-Colman :
- La première (TR1) a quatre symboles pictes.
- La seconde (TR2) a des serpents s'entrecroisant.
- La troisième (TR10, 20) montre des images de créature complexe et des apôtres en ligne transportant des livres. À l'origine, elle avait une inscription en latin sur une ligne: IN NOMINE IHU XRI CRUX XRI IN COMMEMORATIONE REO… LII… DIE HAC..., commémorant une personne inconnue.
- La quatrième était couverte de spirales et d'ornements entrecroisés.

Un autre fragment plus grand, appelé la Boar Stone (pierre au sanglier), a été identifié comme étant un sarcophage couvert avec des images d'un sanglier et de créatures ressemblants à des loups. Le fragment dit Calf Stone (pierre au veau) montre qu'elle fait partie d'un mausolée; on y trouve un taureau et une vache s'occupant de son veau. On a reconnu dans d'autres pièces des indicateurs de tombe, gravés avec de simples croix.
La datation au carbone 14 a permis d'établir que la plupart des sculptures de Portmahomack seraient origine du VIIIe siècle. Elles montrent des points communs avec les sculptures d'Iona et de Nurthumbria, mais les points communs les plus importants sont avec les grandes dalles aux croix que l'on trouve dans d'autres parties de la péninsule de Tarbat : à Hilton de Cadboll, Shandwick et Nigg. Ensemble, elles montrent que la péninsule était un centre de première importante pour l'art européen du VIIIe siècle.

## Pierre de Rosemarkie

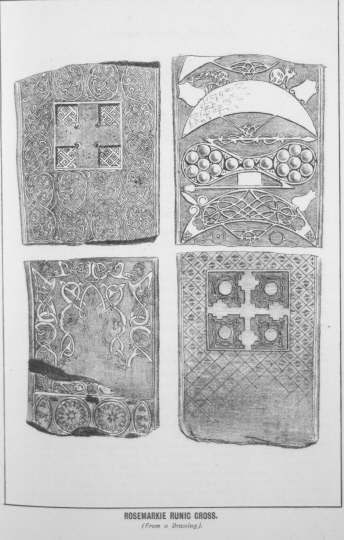
Illustration de la pierre de Rosemarkie par Angus J. Beaton's, dans Illustrated Guide to Fortrose and Vicinity, with an appendix on the Antiquities of the Black Isle, publié à Inverness en 1885.

La pierre de Rosemarkie (ou croix de Rosemarkie) est une pierre de classe 2 trouvée à Rosemarkie, dans la partie de l'est de Ross que l'on appelle Black Isle. D'un côté se trouve une croix élaborée, et de l'autre plusieurs symboles courants pictes, dont trois croissants avec des bâtons en V, un double disque et un bâton en Z; on a également une croix plus petite en bas. Il s'agit de la seule pierre picte à avoir trois versions du même symbole. On peut actuellement la voir au musée Groam House de Rosemarkie.

## Fragments de Rosemarkie

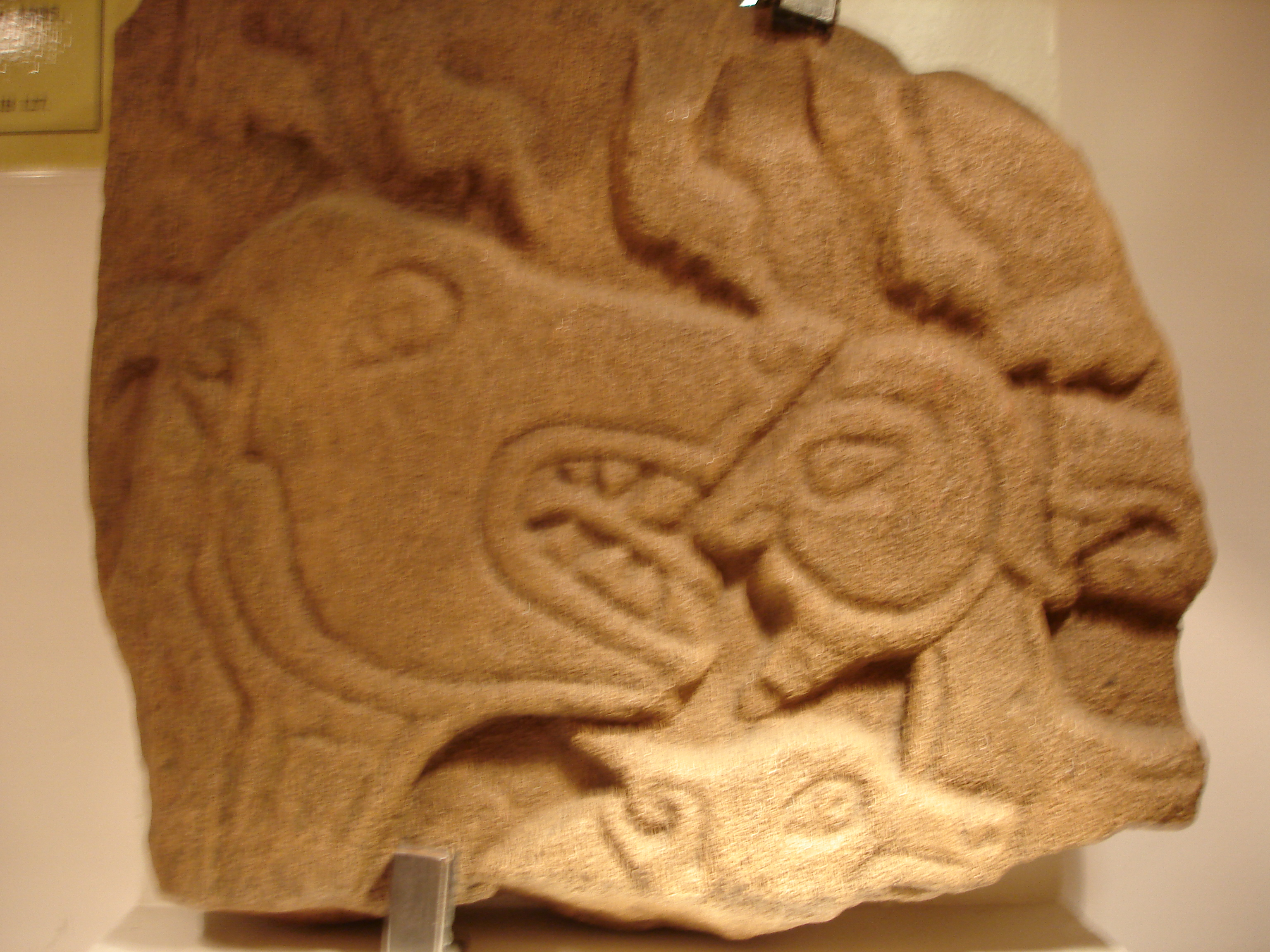
Pierre de Daniel, dans les fragments de Rosemarkie.

C'est également à Rosemarkie que l'on a trouvé 14 fragments de blocs et pierres pictes, le plus connu étant la pierre de Daniel, nommée en raison de la tendance des spécialistes à donner une interprétation chrétienne à chaque pierre picte. La pierre montre la tête d'un homme dans les crocs d'une créature ressemblant à un loup, ce que les experts interprètent comme l'histoire de Daniel dans les dents du Lion, de l'ancien testament. Les pierres sont toutes d’une origine vraisemblablement chrétienne et partagent des similarités avec l'art d'Iona, comme nous avons vu pour les fragments de Portmahomack. Certains des fragments auraient eu des buts funéraires, pour couvrir les cercueils, tandis que d'autres seraient des parties d'une pierre plus grande. On trouvera ces fragments au musée Groam House de Rosemarkie.

## Clach a' Mheirlich

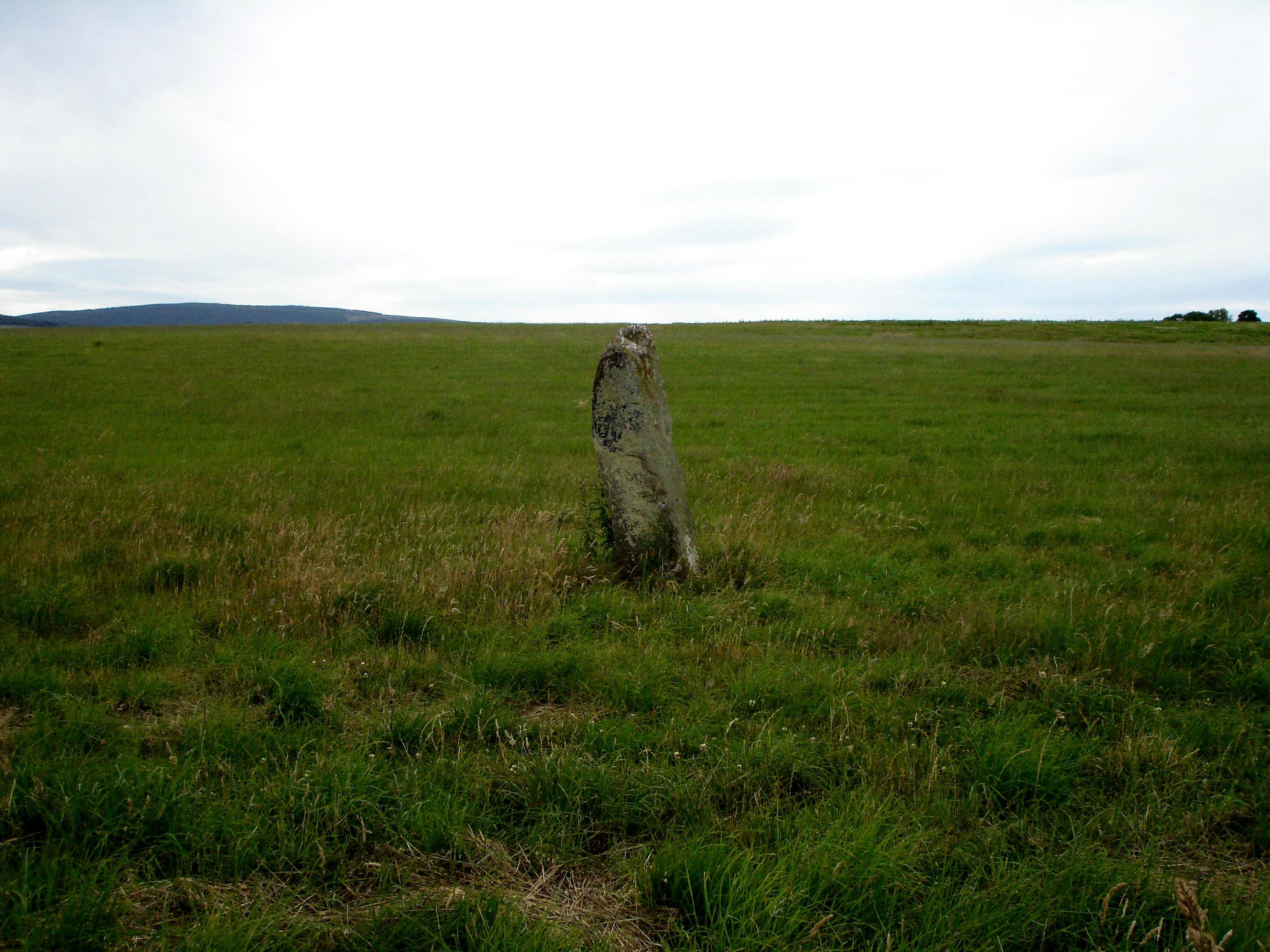
Clach a' Mheirlich

Signifiant littéralement pierre du voleuse, il s'agit d'une pierre dressée dans un champ de Rosskeen dans l'Easter Ross; elle est parfois appelée Pierre de Rosskeen. Originaire de l'âge du bronze, trois symboles de style pictes à peine visibles y ont été gravés en surface, ce qui en fait une pierre picte de classe 1.

## Clach a' Charridh

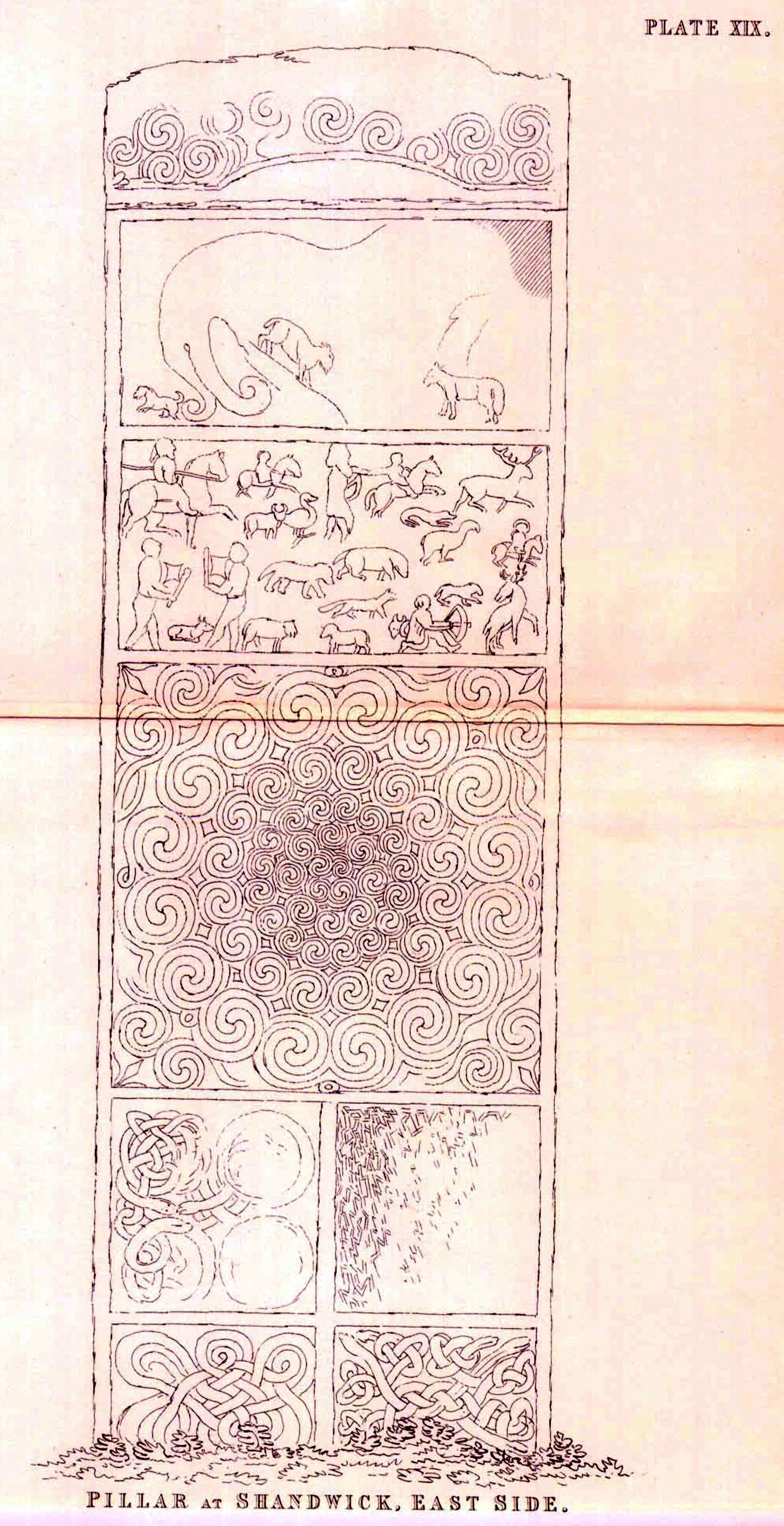
Illustration du XIXe siècle des six panneaux du Clach a' Charridh

Cette pierre fut trouvée à Shandwick, au sud de Balintore, dans l'Easter Ross, en raison de quoi elle est aussi appelée pierre de Shandwick. Il s'agit d'une classe 2 avec la croix d'un côté et une scène laïque de l'autre, en six panneaux :
- (de haut en bas) double disque picte classique.
- bête picte
- probable scène de chasse avec des guerriers, un aigle, un sanglier, et d'autres créatures
- Les trois derniers panneaux montrent des motifs tressent.

La pierre est à présent protégée dans un abri en verre.

## Clach an Tiompain

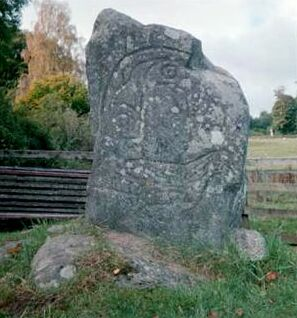
Clach an Tiompain

Signifiant la « pierre aux sons » (sounding stone), parfois appelée Eaglestone (pierre à l'aigle), il s'agit d'une pierre picte de classe 1 se trouvant sur une colline de Strathpeffer, village de l'Easter Ross. Deux images y sont taillées : un symbole d'arc en forme de fer à cheval et un aigle. La pierre est associée avec les prophéties de Brahan Seer au XVIe siècle, qui prédit qu'à la troisième chute de la pierre, la vallée environnante serait inondée et la pierre utilisée comme ancre. La pierre se trouvait à l'origine plus bas dans la colline, vers Dingwall, mais fut amenée là où elle se trouve à présent en 1411.